# Flers, Orne
Flers är en kommun i departementet Orne i regionen Normandie i nordvästra Frankrike. Kommunen är chef-lieu över 2 kantoner som tillhör arrondissementet Argentan. År 2022 hade Flers 14 308 invånare.

## Befolkningsutveckling
Antalet invånare i kommunen Flers
| Referens: INSEE |